# 習熟運転
習熟運転（しゅうじゅくうんてん）とは、鉄道の運転士が車両や路線に慣れるために行う運転のことであり、試運転の一種ともされる。訓練運転とも言う。

## 路線に対する習熟運転
路線の状態や加速・減速の目安位置などを学んでおくために行われる。列車ダイヤのベースとなる運転曲線は、あらかじめ路線の構造や車両の性能などを勘案して鉄道事業者の運転課・列車課で作成される。線路付け替えや路線開通前には当該区間で徒歩による路線見学を行うことがある。
- 新規に路線を開設する場合
- 人事異動や新系統の列車を設定するため、乗務員が異なる路線を担当する場合
  - 路線に対する机上講習と、運転室添乗による路線見学（略して「線見」）を行い、その路線を担当する運転区・乗務区の管理職および指導運転士の指導を受けて実際に運転する。
  - 新規の路線の場合は既存路線の運転区・乗務区から運転士を異動させたり、新会社の場合は他社から運転士を出向・転属させたりする場合もある。
- 路線延長の場合
  - 延長区間に関する許認可を運輸局より受けて、暫定的に開通させてから列車ダイヤと乗務員の乗務ダイヤを延長後のものに改定し、延長区間が営業を開始するまでの期間は、回送列車扱いで習熟運転をする。
- 高架化・地下化・線路付け替えなどの場合
  - 車両をトレーラーで陸送して、既存区間とまだつながっていない新区間の習熟運転用に使い、線路切替後に開業時の初列車に使用することがある。

## 車両に対する習熟運転
鉄道車両の新形式登場の際、または車両に仕様変更が行われたり、従来走行していなかった路線に乗り入れることになった際に、乗務員が運転に十分に慣れるため、また車両の取り扱いを熟知するために行われる。
- 新型車両が製造された、または異なる型式の車両が転属および乗り入れることになった場合
  - 車両基地でその車両に対する講習を受け、臨時列車や試運転列車のダイヤで習熟運転を行う。並行して車両基地でも車両整備を担当する係員を対象に日常の点検整備や応急処置などの講習が行われる。地下鉄を中心とした相互直通運転の場合は、乗り入れ相手先の鉄道事業者に車両を貸し出して講習や習熟運転を行う。
- 信号方式や列車保安方式が変更された場合
  - ATC化やATO化の場合は、信号方式や閉塞方式を切り替えなければ新しい信号方式による習熟運転ができないため、営業運転が終了した深夜に線路閉鎖を行い、終電から始発電車までの間に習熟運転が行われる。

## 備考
乗務員の勤務スケジュールに影響するため、これらの講習は予備勤務時や泊まり勤務の明けで行われることが多いが、時間的に余裕がない場合は運転区・乗務区の乗務員全員が確実に受講できるように休日出勤を要請したり臨時の勤務スケジュールを組んで行われることがある。そのため、国鉄時代に労使関係が紛糾していた時期は、新型車両の導入もままならなかった（EF64形1000番台・DD51形800番台などにその時代の影響が出ている）。ただし動力車操縦者養成課程にある見習い生の場合はこの限りではなく、動力車操縦者試験に合格して正規に運転士になるまでの間は通常の勤務スケジュールと乗務ダイヤに従って指導運転士の指導・監督の下で乗務して習熟運転を行う。